# Sętal
Sętal (dawniej niem. Süssenthal) – wieś w Polsce położona w województwie warmińsko-mazurskim, w powiecie olsztyńskim, w gminie Dywity. W latach 1975–1998 miejscowość administracyjnie należała do województwa olsztyńskiego.
Wieś warmińska, położona na północ od Olsztyna, z zabytkowym, neogotyckim kościołem, szkołą. Odpust zupełny w kościele pw. św. Mikołaja w Sętalu odbywa się 6 grudnia (dzień św. Mikołaja) oraz 6 sierpnia (święto Przemienienia Pańskiego). Bardzo dobre warunki do turystyki rowerowej, zimą – do narciarstwa biegowego i saneczkarstwa. We wsi działa Stowarzyszenie Przyjaciół Sętala
Nazwa Sętal wywodzi się z języka niemieckiego Süβenthal, co dosłownie znaczy Słodka Dolina. Dawniej wieś zapisywana w dokumentach jako Zusental (1344), Susentall (1382), Susental (1388, 1407), Sussenthall (1755), Süssenthal (1785). Polska nazwa Sętal odnotowywana jest od XIX w.

## Historia
Sętal powstał w pierwszej połowie XIV w. Już w 1344 r. stanowił własność kolegiaty w Głotowie (80 włók, w tym 7 wolnych), a następnie w Dobrym Mieście. Pozostał w rękach kanoników do roku 1811. Pierwszy kościół mieszkańcy zbudowali już w XIV w. (wzmiankowany już w 1344). Był on wymieniany także pod koniec XV w., ale został zniszczony, prawdopodobnie w czasie wojny polsko-krzyżackiej w latach 1519-21, wraz z całą wsią. W XVI w. kościół został odbudowany i konsekrowany przez  bp. warmińskiego Marcina Kromera 30 października 1583 r.
Kościół ten spalił się w 1908 r. Obecny kościół powstał w 1910 r., dzięki wysiłkowi proboszcza Andreasa Bajinskiego i ofiarności parafian ze wsi: Sętal, Dąbrówka Wielka, Kabikiejmy Górne, Nowe Włóki i Plutki. Konsekrował go ku czci św. Mikołaja 11 lipca 1911 r. bp. Augustyn Bludau. Z pożarem kościoła w 1908 r. wiąże się do dzisiaj niewyjaśniona historia monstrancji z 1595 r. Monstrancja ta w latach trzydziestych XX w. pojawiła się na aukcji w Lucernie w Szwajcarii. Chociaż władze diecezji warmińskiej starały się ją odzyskać – do Sętala nie wróciła.
W 1785 r. było we wsi 48 domów, a sto lat później (1895) – 131 z 674 mieszkańcami, obszar wsi obejmował 1254 ha.
W Sętalu przeważała ludność niemiecka, choć mieszkali także i Polacy. W XIX i początkach XX w. jedynie w co trzecią niedzielę kazania głoszone były w języku polskim. Ludność niemiecka posługiwała się gwarą lidzbarską zwaną Heilsberger Platt. Chociaż był to język niemiecki – to dla wielu Niemców niezrozumiały. W plebiscycie z 1920 r. decydującym o przynależności państwowej południowej Warmii – w Sętalu na 500 uprawnionych do głosowania, za Polską głosowało tylko 2. W 1925 r. we wsi było 594 mieszkańców. W 1939 r. Sętal zamieszkiwało 525 osób.
W 1993 r. w Sętalu mieszkało 348 osób. W 2011 r. Sętal liczył 358 mieszkańców. Obecnie (2014 r.) Sętal liczy 330 mieszkańców. Rolnictwem lub ogrodnictwem zajmuje się 5 gospodarzy.

## Atrakcje turystyczne i zabytki
- kościół św. Mikołaja z 1910 roku w stylu neogotyckim, projekt wykonał architekt Fritz Heitmann:
  - w ołtarzu głównym znajduje się rzeźba Trójcy Przenajświętszej, rzeźby św. Mikołaja i aniołów;
  - w lewym bocznym ołtarzu znajduje się rzeźba Matki Boskiej Różańcowej ze św. Dominikiem oraz św. Anny i św. Joachima;
  - w prawym ołtarzu bocznym – płaskorzeźba Przemienienia Pańskiego oraz św. Walenty i św. Bartłomiej.
- dwa grodziska położone na północny zachód od Sętala,
- trzy jeziora wędkarskie (nad jednym jest pensjonat),
- wąwóz ze strumieniem Dratwia.

## Komunikacja
Z Sętala można dojechać autobusami PKS Olsztyn do pobliskich miejscowości (Spręcowo, Nowe Włóki, Tuławki, Dywity), jak również do Olsztyna. W planach było również połączenie realizowane przez MPK Olsztyn na trasie Olsztyn – Sętal/Nowe Włóki, lecz nie zostało to zrealizowane.